# Onésime et l'Affaire du Tocquard-Palace

Onésime et l'Affaire du Tocquard-Palace est un film muet français réalisé par Jean Durand et sorti en 1913.

## Fiche technique
- Réalisation : Jean Durand
- Société de production : Société des Établissements L. Gaumont
- Pays d'origine : France
- Format : Muet - Noir et blanc - 1,33:1 - 35 mm
- Genre :  Comédie
- Métrage : 175 m
- Année de sortie : France : 1913

## Distribution
- Ernest Bourbon : Onésime
- Gaston Modot
- Jacques Beauvais